# Castello di Casalgrande
Il Castello di Casalgrande in provincia di Reggio Emilia.

## Storia
Il Castello di Casalgrande sorge sui colli e un tempo era il centro della vita economica e sociale del paese.
Sembra sia stato fondato nel XIII secolo e deve le sue origini alla famiglia dei Guidelli, signori del luogo, che lo ampliarono e lo governarono per tutto il XIII secolo. Nel 1335 passò alla famiglia Fogliani, i cui membri se lo contesero per circa un secolo.
Nel 1452 Borso d'Este duca di Ferrara lo diede in feudo a Feltrino Boiardo, conte di Scandiano.
Il 15 novembre 1557 il castello subì un grave attacco da parte degli spagnoli, guidati dal duca di Parma Ottavio Farnese, in guerra contro gli Este. Dopo una strenua difesa, il castello fu depredato e distrutto dalle truppe nemiche. Anche l'oratorio venne distrutto.
Nel 1560, il conte Ottavio I Thiene, conte di Scandiano, ordinò la ricostruzione del castello e del borgo. L'oratorio venne ricostruito fuori dalle mura del castello, dove si trova anche oggi.
Il castello appartenne alla famiglia Thiene fino al 1622, poi passò ai Bentivoglio sino al 1643, quindi tornò agli Este fino al 1725.
Oggi il Comune di Casalgrande è proprietario della porta a Est, del torrione pretorio e dell'oratorio di San Sebastiano. Le restanti parti sono proprietà di privati.

## Struttura
Già al tempo della famiglia Boiardo, il castello era circondato da un fossato ed aveva una pianta a forma ellittica, che racchiudeva un'ampia piazza, alla quale si accedeva attraverso il ponte levatoio. Era poi difeso da un'alta torre di guardia che dominava la pianura sottostante.
Il castello aveva poi altre quattro torri minori, due ai lati della rocca e due ai lati della torre d'ingresso. C'è ancora un ponte levatoio e due accessi, uno pedonale e uno carraio. Nel centro è murato uno stemma corroso e poco leggibile.
Ciò che rimane del castello è rappresentato da una corte rurale quattrocentesca, di forma ellittica, con parte destinata ad uso residenziale militare e parte ad uso agricolo. La residenza fortificata è provvista di due torri quadrate con piombatoie, collegate da un corpo centrale. All'esterno, lungo l'antico sentiero di accesso al borgo sottostante, si trova l'oratorio di San Sebastiano, innalzato nel 1479.

## Oratorio di San Sebastiano
L'oratorio del castello, è stato eretto lungo la vecchia strada di accesso al castello nel 1479. Oggi è sconsacrato, ma vi sono state celebrate funzioni fino alla metà del XX secolo.

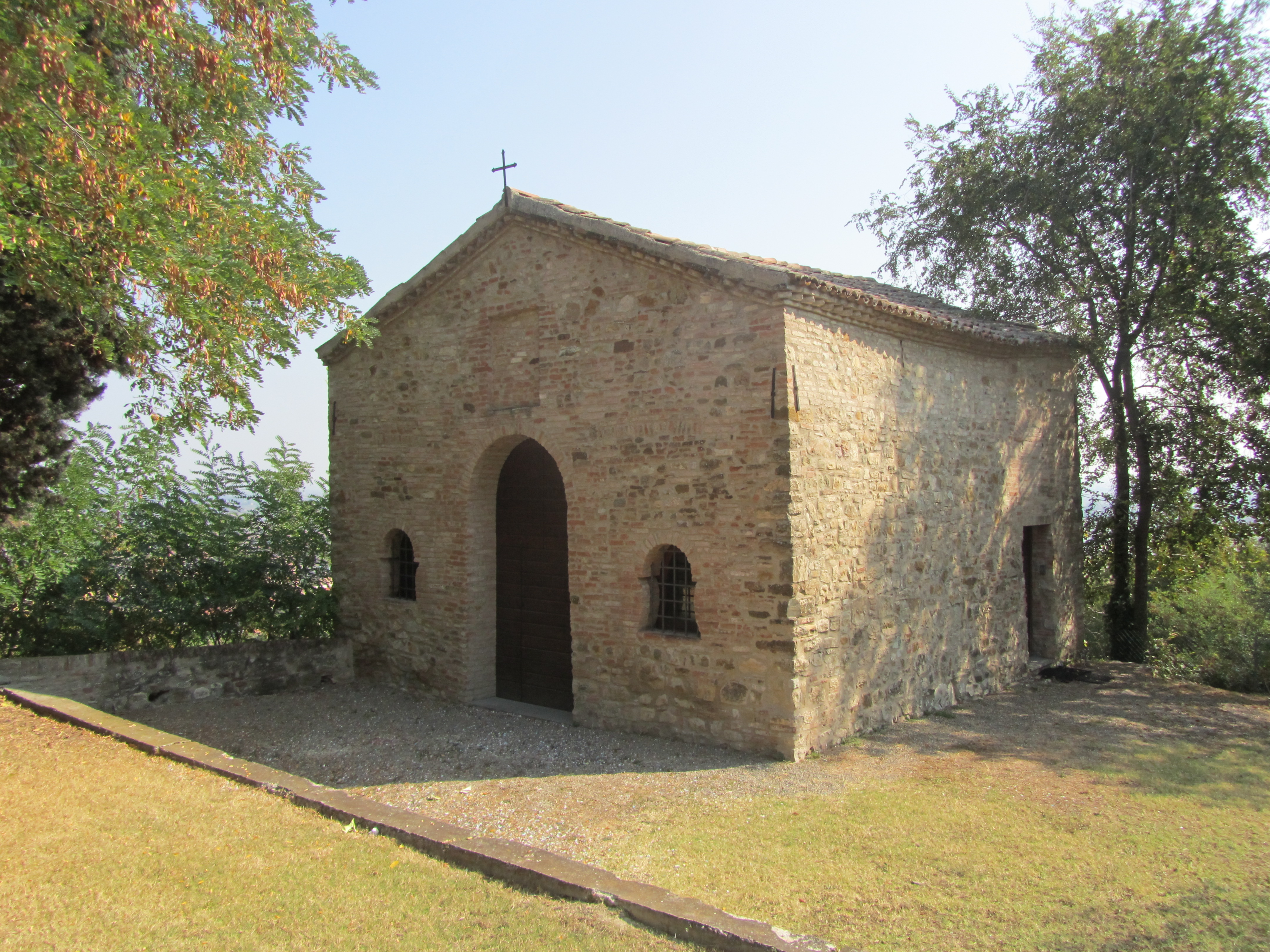
L'oratorio di San Sebastiano

L'oratorio è dedicato a san Sebastiano, secondo protettore di Casalgrande, perché gli fu attribuito il merito di aver salvato la popolazione dal contagio della peste.
È stato completamente restaurato dall'amministrazione comunale e viene utilizzato come luogo di incontro per iniziative di carattere culturale e per la celebrazione di matrimoni.